# Stadsmeier
Een stadsmeier is een gebruiker van landbouwgrond die bloot eigendom is van de stad Groningen in het oosten van de provincie Groningen, met name in de Veenkoloniën. De gronden werden na de vervening door de stad uitgegeven middels een variatie op het beklemrecht.

## Achtergrond
Een groot deel van het oosten van de provincie Groningen maakte deel uit van het Bourtanger veen. Bestuurlijk lagen deze gebieden in het Oldambt, Gorecht en Westerwolde, gebieden waar de stad het in de loop van de Middeleeuwen politiek voor het zeggen had gekregen. De turfwinning was in die periode nog kleinschalig, en werd voornamelijk door kloosters gedaan, die veel grondbezit in het veen hadden.
Na de reductie van Groningen in 1594 werd het kloosterbezit overgenomen door de provincie Stad en Lande. Bij de verdeling hiervan tussen de stad en de Ommelanden wist de stad het grootste deel van de veencomplexen te bemachtigen. Omdat die complexen ook vrijwel allemaal in de Stadsjurisdicties lagen kon de stad bepalen onder welke voorwaarden de gronden na de vervening werden uitgegeven.